# Cordulephya montana
Cordulephya montana – gatunek ważki z rodziny Synthemistidae. Występuje we wschodniej i południowo-wschodniej Australii.